# Donacoscaptes pinosa
Donacoscaptes pinosa là một loài bướm đêm trong họ Crambidae.. Nó được tìm thấy tại Colombia.